# Shannon Elizabeth
Shannon Elizabeth Fadal (ismertebb nevén Shannon Elizabeth) (Houston, Texas, 1973. szeptember 7. –) amerikai színésznő, illetve egykori divatmodell.
Színésznőként olyan filmvígjátékokban szerepelt, mint az Amerikai pite, a Horrorra akadva, avagy tudom, kit ettél tavaly nyárson és a Jay és Néma Bob visszavág. Horrorfilmekből is ismert, feltűnt a 13 kísértet és az Átok című filmekben. Elizabeth szexszimbólumként is széles körben ismertté vált, miután az 1999-es Amerikai pitében játszott.

## Fiatalkora
Shannon Elizabeth Fadal néven született Houstonban, édesapja libanoni és szír, édesanyja brit, ír, német és cherokee felmenőkkel rendelkezik. A texasi Wacóban nevelkedett.
Középiskolás korában komoly érdeklődést mutatott a tenisz iránt, egy időben hivatásos teniszező pályafutást is tervezgetett. Mielőtt filmezésbe kezdett volna, modellként dolgozott.

## Filmográfia

### Film
| Év   | Magyar cím                                             | Eredeti cím                    | Szerep                                   | Magyar hang         |
| ---- | ------------------------------------------------------ | ------------------------------ | ---------------------------------------- | ------------------- |
| 1997 |                                                        | Jack Frost                     | Jill Metzner                             |                     |
| 1997 |                                                        | Blast                          | túsz                                     |                     |
| 1999 |                                                        | Seamless: Kidz Rule            | Nicole                                   |                     |
| 1999 | Amerikai pite                                          | American Pie                   | Nadia                                    | Murányi Tünde       |
| 2000 | Horrorra akadva, avagy tudom, kit ettél tavaly nyárson | Scary Movie                    | Buffy Gilmore                            | Kisfalvi Krisztina  |
| 2000 |                                                        | Evicted                        | hercegnő                                 |                     |
| 2000 |                                                        | Dish Dogs                      | Anne                                     |                     |
| 2001 | Vad kanok                                              | Tomcats                        | Natalie Parker                           | Németh Borbála      |
| 2001 | Vad kanok                                              | Tomcats                        | Natalie Parker                           | Csifó Dorina        |
| 2001 | Amerikai pite 2.                                       | American Pie 2                 | Nadia                                    | Csondor Kata        |
| 2001 | Jay és Néma Bob visszavág                              | Jay and Silent Bob Strike Back | Justice                                  | Majsai-Nyilas Tünde |
| 2001 | 13 kísértet                                            | Thir13en Ghosts                | Kathy Kriticos                           | Ábel Anita          |
| 2002 |                                                        | Survivin' the Island           | irodai dolgozó (stáblistán nem szerepel) |                     |
| 2003 | Igazából szerelem                                      | Love Actually                  | Harriet                                  | Szabó Gertrúd       |
| 2004 | Defektes derbi                                         | Johnson Family Vacation        | Chrishelle Rene Boudreau                 | Szabó Gertrúd       |
| 2005 | Vérfarkas                                              | Cursed                         | Becky Morton (cameo)                     | Simonyi Piroska     |
| 2005 | A gyerek, meg én                                       | The Kid & I                    | Shelby Roman                             | Kéri Kitty          |
| 2007 |                                                        | The Grand                      | Toni                                     |                     |
| 2008 | Pókerpárbaj                                            | Deal                           | Michelle                                 | Nemes Takách Kata   |
| 2009 | Démonok éjszakája                                      | Night of the Demons            | Angela Feld                              |                     |
| 2011 | Regényes románc                                        | A Novel Romance                | Adi Schwartz                             | Solecki Janka       |
| 2012 | Amerikai pite: A találkozó                             | American Reunion               | Nadia (cameo)                            | Csondor Kata        |
| 2012 |                                                        | A Green Story                  | Kelly                                    |                     |
| 2012 | Kutyabaj                                               | Golden Winter                  | Jessica Richmond                         |                     |
| 2013 |                                                        | In the Dark                    | Linda                                    |                     |
| 2014 | Egyszemélyes kommandó                                  | The Outsider                   | Margo                                    | Zsigmond Tamara     |
| 2015 |                                                        | Marshall the Miracle Dog       | Cynthia Willenbrock                      |                     |
| 2016 |                                                        | Swing Away                     | Zoe Papadopoulos                         |                     |
| 2019 | Jay és Néma Bob Reboot                                 | Jay and Silent Bob Reboot      | Justice                                  |                     |
| 2020 |                                                        | Playing with Beethoven         | Bryn                                     |                     |

### Televízió

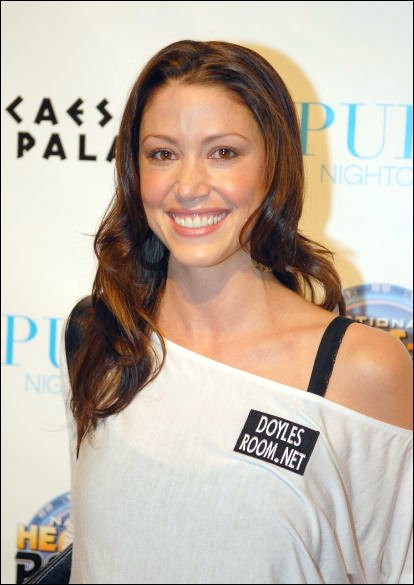
2008-ban

| Év        | Magyar cím             | Eredeti cím                                     | Szerep             | Megjegyzések                             |
| --------- | ---------------------- | ----------------------------------------------- | ------------------ | ---------------------------------------- |
| 1996      |                        | Arliss                                          | Anya Slovachek     | 1 epizód                                 |
| 1996      |                        | Hang Time                                       | Nicole Barrett     | 1 epizód                                 |
| 1996      | Baywatch               | Baywatch                                        | lány a mólópartin  | 1 epizód (stáblistán nem szerepel)       |
| 1997      |                        | USA High                                        | Melanie            | 1 epizód                                 |
| 1997      | Egyről a kettőre       | Step by Step                                    | Cindi              | 1 epizód                                 |
| 1998      | Görzsaruk              | Blade Squad                                     | nővér              | tévéfilm                                 |
| 1998      | Pacific Blue           | Pacific Blue                                    | Jo                 | 1 epizód                                 |
| 1999      |                        | Dying to Live                                   | Vanessa Canningham | tévéfilm                                 |
| 1999      | Angyal kontra démon    | G vs E                                          | Cherry Valence     | 1 epizód                                 |
| 2002      | Divatalnokok           | Just Shoot Me!                                  | Karen              | 1 epizód                                 |
| 2002      |                        | Off Centre                                      | Dawn               | 1 epizód                                 |
| 2002      | Alkonyzóna             | The Twilight Zone                               | Sondra Lomax       | 1 epizód                                 |
| 2003      | Az Enron-botrány       | The Crooked E: The Unshredded Truth About Enron | Courtney           | tévéfilm                                 |
| 2003–2005 | Azok a 70-es évek show | That '70s Show                                  | Brooke             | 9 epizód                                 |
| 2004      |                        | One on One                                      | Tiffany Sherwood   | 1 epizód                                 |
| 2004      | Punk’d – SztÁruló      | Punk'd                                          | önmaga             | 1 epizód                                 |
| 2005      | Ara-para               | Confessions of an American Bride                | Sam                | - tévéfilm - magyar hangja: - Gubás Gabi |
| 2005      | Mad TV                 | MADtv                                           | önmaga             | 1 epizód                                 |
| 2005      | Texas királyai         | King of the Hill                                | Candee (hangja)    | 1 epizód                                 |
| 2005–2006 |                        | Cuts                                            | Tiffany Sherwood   | 31 epizód                                |
| 2008      | Hozzám tartozol        | You Belong to Me                                | Alex Wilson        | tévéfilm                                 |
| 2008      |                        | Dancing with the Stars                          | önmaga             | versenyző (6. évad) 6. helyezett         |
| 2009      |                        | Live Nude Comedy                                | házigazda          | 6 epizód                                 |
| 2013      |                        | In the Dark                                     | Linda              | tévéfilm                                 |
| 2013      | Mit ne vegyél fel      | What Not to Wear                                | önmaga             | 1 epizód                                 |
| 2013      | Melissa & Joey         | Melissa & Joey                                  | Anita              | 1 epizód                                 |
| 2013      |                        | Catch a Christmas Star                          | Nikki Crandon      | tévéfilm                                 |
| 2018      |                        | Celebrity Big Brother                           | önmaga             |                                          |

### Videójátékok
| Év   | Cím                                   | Szerep              | Megjegyzés         |
| ---- | ------------------------------------- | ------------------- | ------------------ |
| 2004 | James Bond 007: Everything or Nothing | Serena St. Germaine | megjelenés és hang |
| 2010 | Leisure Suit Larry: Box Office Bust   | Amy Loveheart       | hang               |

## Fordítás
Ez a szócikk részben vagy egészben  a   Shannon Elizabeth című angol Wikipédia-szócikk fordításán alapul.  Az eredeti cikk szerkesztőit annak laptörténete sorolja fel. Ez a jelzés csupán a megfogalmazás eredetét és a szerzői jogokat jelzi, nem szolgál a cikkben szereplő információk forrásmegjelöléseként.